# 空色勾玉
『空色勾玉』（そらいろまがたま）は、荻原規子による日本のファンタジー小説。福武書店より1988年8月に刊行された。第22回日本児童文学者協会新人賞受賞作。日本神話をモチーフにしており、『白鳥異伝』・『薄紅天女』と合わせて勾玉三部作、勾玉シリーズと称される。

## あらすじ
輝（かぐ）の大御神が治める地、羽柴の里に育った少女・狭也（さや）はある日、祭りの楽人である異郷人の一行に出会う。彼らの正体は輝に敵対する闇（くら）の一族で、狭也を闇の巫女姫・狭由良（さゆら）と呼び、狭也が生まれたときに握っていたと言う空色の勾玉を渡す。一行が去った直後、狭也が遠く憧れていた存在、輝の大御神の御子である月代王（つきしろのおおきみ）が現れ、狭也を采女としてまほろば・輝の宮に連れ帰ると言う――。輝の宮で不思議な少年・稚羽矢（ちはや）と出会ったことで狭也は大きな運命に巻き込まれていく。
不死の輝（かぐ）の勢力と、転生を繰り返す闇（くら）の勢力の戦い、葛藤が背景となって演じられる物語。

## 主な登場人物
狭也（さや）
闇の一族で、輝の一族が治める羽柴の村に住んでいた15歳の少女。闇の女神に仕える巫女姫「水の乙女」の生まれ変わり。水色の勾玉を握りしめて生まれてきたため、右手に赤い花のような痣がある。6歳の頃、輝の一族によって故郷の村を失い、羽柴の両親に拾われたため、闇の一族の自覚はない。
水の乙女の「輝に憧れる性質」を受け継いでおり、また輝の神を崇める羽柴の村で育ったため、密かに「月代王＝輝一族」へ憧れていたが叶わぬ夢だと思っていた。祭りの夜、当の月代王に見出され、采女として輝の宮へ移り住むことになった。しかし形式を重んじ自由のない輝の宮の生活に息苦しさを感じるようになり、また唯一の心の拠り所であった月代王本人からも「狭由良姫の生まれ変わり」としか思われていないことを知って、次第に精神が衰弱していく。そんな中、心の慰めになっていた鳥彦が殺されそうだと知り、彼を助けるために「大蛇の剣」を盗み出そうとして、幼い頃から繰り返し見ていた悪夢で出会った巫女と、現実世界で出会うことになる。
稚羽矢（ちはや）
天界から地上に遣わされた、輝の一族の末の御子。地上に降りたときから姉や兄から異端者として扱われ、その存在を隠されていたが、照日王曰く「稚羽矢を守るため」らしい。輝の宮の一角に幽閉され、「大蛇の剣」の鎮める巫女として過ごしていた。そこで、鳥彦のため「大蛇の剣」を盗みに来た狭也と出会い、「外」の世界へ連れ出される。
長い間幽閉されていたため、純粋無垢で幼く世間知らずで、言われるがままに他人に従う性格。姉や兄と同様に「変若」の能力を持つ他、獣と魂を入れ替える能力でたびたび「外」を見聞していた。「外」に出たことで、その身に負った「父神を殺すか、父神に殺される」運命が動き出す。
モチーフはスサノオノミコト。
照日王（てるひのおおきみ）
天界から地上に遣わされた、輝の一族の第一の姫御子。父である輝の大御神の命を受け、父神降臨の日に向けて、弟の月代王と共に闇に属する各地の土地神や闇の一族を排している。父神を妄信している節があり、父神が自分たちを地上へ遣わしたのは「この地の闇を一掃し、光り輝く新しい世界を創造するため」と思い込み、そのためならば何者にも容赦しない冷徹さを持つ。弟の月代王とは近親相姦の関係。
内から光り輝くような美しさを持つ女神で、不変を保つ「変若（おち）」の能力を持つ。姉弟の中では輝の一族の不変性が最も強く、死を「逃げ」や「穢れ」と見なし、変化の性質を持つ闇の一族を強く嫌っている。そのため闇の一族である「水の乙女」も、「すぐに心変わりする」「逃げるために安易に死ぬ」などと嫌っており、狭也に冷たい態度を取ったり、月代王に「水の乙女」を輝の宮に迎えることを諌めたりしている。
モチーフはアマテラスオオミカミ。
月代王（つきしろのおおきみ）
天界から地上に遣わされた、輝の一族の第二の御子。父である輝の大御神の命を受け、父神降臨の日に向けて、姉の照日王と共に闇に属する各地の土地神や闇の一族を排している。姉神ほど父神を妄信してはおらず、父神が地上に降臨する目的を「闇の女神の復活と、再度の天地創造」と考えているため、姉神とはたびたび衝突している。とは言え、父神の命に従い地上から闇を一掃すると言う点では一致している。
姉の照日王と同様に、内から光り輝くような美しさを持つ男神で「変若」の能力を持つ。闇の一族である「水の乙女」に惹かれているものの、不変の性質を持つ輝の一族であるが故、変化の性質を持つ闇の一族を真に理解することができない。
モチーフはツクヨミノミコト。
鳥彦（とりひこ）
闇の一族で、大胆ではしこく、生意気だが茶目っ気がある少年。二羽のカラス「黒兄（くろえ）」と「黒弟（くろと）」を連れている。羽柴の祭りの楽人として狭也と出会い、狭也が闇を拒絶し輝の宮へ移った後も、狭也のそばに現れ心の支えになっていた。輝の宮にある「大蛇の剣」を盗み出そうとして失敗し、囚われの身となる。
岩姫（いわひめ）
闇の一族の老巫女で、前世からの記憶を連綿と持っている。その時々の闇の一族の導き手となる。
伊吹王（いぶきのおおきみ）
闇の一族。稚羽矢の剣の師匠で、剣技を教えることで、稚羽矢の幼いながら純粋な気持ちを理解する。後に闇の者達に、稚羽矢が輝の一族であることが広まり奈津女殺害の疑惑が出てきた際、大蛇となった彼の暴走を止めた人物。
開都王（あきつのおおきみ）
闇の一族。輝の一族との戦いの総司令官的存在。そのこともあってか、稚羽矢や狭也のことに関して一番冷静に見ている人物。狭也への良き助言者でもある。
科戸王（しなどのおおきみ）
闇の一族。稚羽矢に対して輝の一族であると一番敵対心を持っている一人。狭也に恋心を抱いているが、狭也からは「恐い人」と思われていて全然気づかれていない。
輝の大御神（かぐのおおみかみ）
輝の一族で照日王と月代王、稚羽矢の父。闇の大御神と再び一緒になるために（豊葦原も含めて）、全てを無に還そうとする。
モチーフはイザナギ。
闇の大御神（くらのおおみかみ）
闇の一族。輝の大御神の妻。黄泉の国に来た人間一人一人を安らかな心で眠りにつけるように癒す。昔、輝の大御神に姿を疎んじられてから自分で体を捨て去った。
モチーフはイザナミ。神産みも参照のこと。

## 既刊一覧

### 福武書店版
- 荻原規子（著） 『空色勾玉』 福武書店、1988年8月25日発行、ISBN 4-8288-1330-6

### 徳間書店版
- 荻原規子（著） 『空色勾玉』 徳間書店、1996年7月31日発行、ISBN 4-19-860539-4
  - 「トクマ・ノベルズEdge版」2005年9月発行、ISBN 4-19-850678-7
  - 「徳間文庫版」2010年6月15日初版発行、ISBN 978-4-19-893166-7
  - 「徳間文庫版（新装版）」2024年11月発行、ISBN 978-4-19-894977-8

## ラジオドラマ
NHK-FMの『アドベンチャーロード』(『青春アドベンチャー』の前身)の中で1989年6月5日 - 6月16日に放送された。15分×10回。脚本は佐々木守。
1990年3月に再放送されたほか、本放送から約20年後の2009年3月にも「FM開局40周年記念アンコール放送」として再放送された。このことからもこの作品の人気の高さがうかがえる。

### 出演（ラジオドラマ）
番組上、出演者紹介は役名を言わずに、出演者の名前のみを読み上げていた。
- 狭也: 河合美佐
- 照日王: 峰さを理
- 月代王: 堀秀行
- 稚羽矢: 宮川一朗太
- 鳥彦: 西山浩司
- 岩姫: 阿部寿美子
- 伊吹王: 小林修
- 開都王: 二宮寛
- 科戸王: 有川博
- 闇の女神: 伊東佐知子
- 輝の大御神: 金内吉男
- 語り手: 杉田郁子

## ミュージカル
2004年8月4日から14日まで、劇団ひまわりによるミュージカルがシアター代官山で公演。

### 出演（ミュージカル）
主要人物
- 狭也: 石川由依
- 稚羽矢: 入野自由
- 月代王: 矢崎広
- 照日王: 清水理沙
- 開都王: 村上洋康

闇の民
- 岩姫: 水越園子
- 鳥彦: 高橋沙耶
- 伊吹王: 金澤博
- 科戸王: 金井真澄
- 伊吹王子: 関根直也
- 根国姫: 宮崎渚
- 奈津女: 山中美奈
- 柾: 森岡正次郎
- 鋼: 宇部洋之
- クロ弟: 鈴木杏奈
- クロ兄: 田村未奈美

輝の村人・輝の都人
- 小狭也: 滝麗奈
- 八田女（養母）: 岡田朋美
- 乙彦（養父）: 河野宏明
- ツキナ: 山本真由
- ホナミ: 春田瑠里
- サナエ: 青木涼香
- ワカナ: 亀田美岬
- 秋彦: 松本亮祐
- 真人: 高橋徹
- 豊男: 上野聖太
- 武雄: 竹本宜史
- 小鹿: 渡邊琴未、松村理子
- 司頭: 嶋尚美
- 司助: 多田直子
- 小司助: 加茂遥南
- 小司頭: 黒葛原未有
- 藤色の君: 大谷明莉
- 萌黄の君: 中江結依華
- 茜の君: 武井真理
- 山吹の君: 川村愛
- 鳶色の君: 坂ノ上茉莉衣
- 菫の君: 大谷明里紗
- 梔子の君: 市川桃子
- 青磁の君: 森彩乃
- 藍の君: 浅井美波
- 紫の君: 池田知穂
- 楽師: 中野亮輔

### スタッフ（ミュージカル）
- 脚色：小笠原京子
- 演出：西山水木
- 音楽：吉良知彦（ZABADAK）
- 作詩：小峰公子
- 振付：福沢亜希子・明樹由佳